# Caesar Gatimu

Caesar Gatimu, né le 18 mai 1924 à Limuru et mort le 20 février 1987 à Nyeri, est un prélat catholique kényan, archevêque de Nyeri de 1964 à sa mort.

## Biographie
Il fait ses études au petit séminaire Saint-Augustin de Nyeri. En 1939, il est envoyé à Rome pour une formation en philosophie et en théologie. Il devient docteur en théologie en 1948. En 1956, il devient prêtre à la mission catholique de Kianyaga, puis évêque auxiliaire de Nyeri et évêque titulaire d'Abila in Palaestina sous l'épiscopat de Mgr Charles Cavallera auquel il succède en 1964.
Il a correspondu avec Thomas Merton, et fut le premier évêque des Kikuyus.